# Баксигандж
Баксигандж (бенг. বকশিগঞ্জ, англ. Baksiganj) — город на севере Бангладеш, административный центр одноимённого подокруга. Площадь города равна 3,86 км². По данным переписи 2001 года, в городе проживало 8573 человека, из которых мужчины составляли 50,97 %, женщины — соответственно 49,03 %. Плотность населения равнялась 2220 чел. на 1 км². Уровень грамотности населения составлял 25,9 % (при среднем по Бангладеш показателе 43,1 %).